# قناة جونقلي

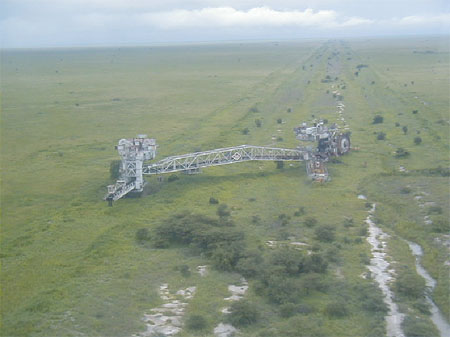
حفارة سارة التي استخدمت لشق القناة، بقيت الحفارة في مكانها منذ توقف حفر القناة.

قناة جونقلي قناة ري لنقل بعض من مياه بحر الجبل شمالا لري الأراضي الزراعية في مصر والسودان، بدأ شقها ولكن لم يكتمل المشروع وتوقف. أول من اقترح فكرة القناة هو السير ويليام جارستين في عام 1907 لتطوير الري في حوض النيل. درست الحكومة المصرية فكرة المشروع عام 1946. وضعت خطط حفر القناة في 1954 إلى 1959. بدأ العمل في حفرها في عام 1978، توقفت أعمال الحفر نهائيًا في عام 1984 بسبب الحرب الأهلية السودانية الثانية.
أضاف النزاع على قناة جونقلي والوصول إلى مياه النيل بعدا بيئيا مهما للحرب الأهلية السودانية الثانية بعد عام 1983.

## الخلفية
تفقد كميات كبيرة من بحر الغزال والروافد الجنوبية الغربية لنهر النيل في منطقة السد بالتبخر والنتح دون أن تصل لمجرى النيل الرئيس. اقترح علماء الجيولوجيا المائية في الثلاثينات حفر قناة شرق المستنقعات لتحويل مياه بحر الجبل مباشرة إلى النيل الأبيض دون المرور على منطقة السد. ستساهم هذه الفكرة في تقليل الفاقد المائي وتعزيز كفاءة استخدام المياه.

## التاريخ
اقترح السير ويليام جارستين وكيل وزارة الدولة للأشغال العامة المصرية خطة مفصل لحفر قناة شرق رود في عام 1904. وافقت الحكومة البريطانية على المشروع لكن أعاق التنفيذ مزيج من المشكلات السياسية والاقتصادية والتقنية. اقترحت الحكومة المصرية مشروع القناة في عام 1948، أعقب الاقتراح صدور تقرير بحثي سوداني بريطاني من 5 مجلدات نشرت تفاصيله في 1954 و1955. اتفقت مصر والسودان على بدأ المشروع في عام 1974، وأنشأت السودان مجلس تنمية منطقة جونقلي. تعاقدت السودان مع الشركة الفرنسية العالمية لحفر القناة في عام 1976.
بدأت أعمال حفر القناة في عام 1978، إلا أنها توقفت في 1984 بعد أن حفر 240 كيلومترًا من القناة من إجمالي 360 كيلومترًا مخططًا لها، بسبب عدم الاستقرار السياسي في السودان والموضع الأمني السيئ بسبب هجمات جماعات التمرد على مواقع الشركة. آخر تلك الهجمات التي توقف بعدها المشروع نهائيًا هجوم قوات الحركة الشعبية لتحرير السودان على موقع المشروع واختطافها عدد من عمال الشركة في 11 فبراير 1984. كان هدف الحركة الشعبية من إيقاف المشروع الضغط السياسي على الحكومة السودانية وخوفًا من الآثار الجانبية الناتج عنه.
ظهرت تكهنات حول استكمال المشروع في عام 2000 مع انتهاء الحرب الأهلية. ردت الحكومة السودانية على هذه التكهنات في 2 فبراير 2008 أن استكمال المشروع ليس أولوية لها. اتفقت السودان ومصر في أكتوبر عام 2008 على استكمال المشروع والانتهاء من القناة بعد 24 عاما.
خرجت الحكومة السودانية من واجهة المشروع مع استقلال جنوب السودان في عام 2011. صرح تعبان دينق نائب رئيس دولة جنوب السودان للبنية التحتية في عام 2022 "دعونا نسمح لهذه المياه بالتدفق إلى أولئك الذين يحتاجون إليها في مصر"، وهي دعوة لاستئناف المشروع. لكن لا يوجد اتفاق على الاستئناف.

## اتفاقية مياه النيل 1959
وقعت مصر والسودان اتفاقية لتقاسم مياه النيل في 1959 كان أحد بنود تلك الاتفاقية حفر قناة في منطقة أعالي النيل لزيادة إيراد النهر واستغلال المياه الضائعة في بحر الجبل وبحر الزراف وبحر الغزال وفروعه ونهر السوباط وفروعه وحوض النيل الأبيض، على أن يتم توزيع الفائدة المائية والتكلفة المالية الخاصة بتلك المشروعات مناصفة بين الدولتين، لكن الاتفاقية لم تشير إلى تعويض من سيتضرر بالمشروع، مثلما أقر في بند إنشاء السد العالي المذكور في الاتفاقية وتعويض أهالي حلفا عن غرق بلادهم.

## الآثار البيئية
تشير التقديرات إلى أن مشروع قناة جونقلي سيحول ما بين 3.5 و4.8 كيلومتر مكعب من المياه سنويًا من منطقة السدود إلى مجرى النيل الرئيس، يعادل هذا الرقم تدفقًا سنويًا متوسطًا بين 110 و152 مترًا مكعبًا في الثانية، وستزيد نسبة المياه المتاحة لمصر بين 5% و7%. يثير المشروع تساؤلات حول توزيع الفوائد بين مصر والسودان، وهل ستتحمل جنوب السودان الآثار السلبية المتوقعة، مثل انهيار مصايد الأسماك وتجفيف أراضي الرعي.
بما أن المشروع لم يكتمل قط، فالآثار البيئية المتوقعة أدناه قد استخلصت من التقرير الرسمي للمشروع.

### منسوب النهر
يرتفع منسوب النيل حالياً في موسم الفيضان وينخفض في باقي أشهر السنة. عندما يضبط جريان النيل عن طريق القناة والمشاريع المصاحبة فإن الوضع الطبيعي (الحالي) سيتغير بحيث تنخفض المناسيب في موسم الفيضان وترتفع في باقي السنة. ستخفض القناة نصيب بحر الجبل وبحر الزراف من مياه النيل إلى 30% فقط من المنسوب الحالي.

### غمر الأراضي بالمياه
ستغير القناة والمشاريع المصاحبة لها كثيراً في الظروف الطبيعية للمنطقة الجنوبية (جنوب القناة). ذلك أن الأراضي النائية البعيدة عن النهر ستغمرها المياه في الفترة الشحيحة الأمطار وستنحسر عنها في فصل الأمطار وهو عكس ما يحدث حالياً. أما في منطقة السدود ففي أوقات ارتفاع النيل ستنحدر الزيادة في الإيراد عبر القناة لتجنب زيادة المناسيب في بحر الجبل وبحر الزراف لتقليل فاقد التبخر. سيترتب على ذلك ألا تغرق المستنقعات والأراضي المجاورة لها كما يحدث الآن في موسم فيضان النيل. أما المنطقة الشمالية شمال مصب نهر السوباط فسيقل الفرق بين المنسوب الأعلى للنيل الأبيض (في موسم الفيضان) ومنسوبه الأدنى (في موسم الجفاف).

### الغطاء النباتي
ستصبح المراعي على ضفتي النهر من جوبا و حتى كوستي خالية من النباتات عندما ينخفض إيراد النهر إلى حده الأدنى.
أما في منطقة السدود التي تمتد المراعي لمساحات شاسعة على ضفتي النهر فستفقد المنطقة بعض المياه التي ترويها حالياً وسترويها فقط مياه الأمطار أو المياه التي تتسرب إليها من الأراضي الداخلية للنهر. وبناء على ذلك من المتوقع أن تحدث تغييرات كبيرة على نوع وتوزيع الغطاء النباتي ولن يتحقق من مدى هذه التغيرات إلا بالتجربة العملية على امتداد فترة طويلة قد تصل إلى 25 عاماً بعد إكمال القناة. وبما أنه من المتوقع أن تقل التذبذبات في منسوب النهر فإن بعض الأجزاء من أراضي المراعي ستغطيها المياه بصورة دائمة ولن تكون صالحة للزراعة أو الرعي في أي وقت من الأوقات.

## الأثر على السكان
يعيش في المنطقة الجنوبية بين مدينة جوبا وتومب قبيلتي الباري والمنداري، تملكان القبليتين قطعانًا كبيرة من الأبقار والماعز والضأن التي يرعونها على ضفتي النهر والجزر في كل عام خلال شهري مارس وفبراير. وقد تؤدي القناة والمشاريع المصاحبة لفقد القبيلتين لهذه المراعي.
يعيش شمل مناطق هاتين القبيلتين قبائل الدينكا التي تعتمد على الأبقار في حياتهما. يمتلك قبائل دينكا بور مساحات واسعة من المراعي المطرية وفي السنوات شحيحة الأمطار ينتقلون للرعي في وادي العالياب مع دينكا العالياب. ستغمر المياه وادي العالياب بصورة دائمة بعد اكتمال القناة والمشروعات المصاحبة مما سيضر بالقبيلتين بشكل كبير.
ستؤثر القناة والمشاريع المصاحبة تأثيراً ضاراً على كل من يقيمون في المنطقة الشمالية شمال مصب القناة، وعلى بعض من يقيمون في المنطقة الوسطى وإن كان من المأمول أن تؤثر إيجابياً على بعض ساكني المنطقة الوسطى.

## مشاكل استكمال المشروع
هناك عدة عوامل تعرقل استكمال القناة بالإضافة إلى الآثار السلبية السابق ذكرها، منها أن منطقة السد أعلنت منطقة رطبة ذات أهمية عالية في يونيو 2006 وحفر القناة التي ستجفف المنطقة ستثير حفيظة المنظمات البيئية الدولية وحالة التمرد ورفض المجتمعات المحلية التي تعيش في المنطقة وعزوف شركات الإنشاءات عن المشروع بسبب تجربة الشركة الفرنسية الخاسرة والمصاعب التي واجهتها.